# Falkenbergs gamla station
Falkenbergs gamla station är en tidigare järnvägsstation i centrala Falkenberg i Halland. Den uppfördes i samband med byggandet av Mellersta Hallands Järnväg och öppnades den 19 augusti 1886. Den slutade användas som järnvägsstation för persontrafik den 15 juni 2008 i samband med invigningen av en ny del av Västkustbanan och den nya Falkenbergs station. Idag används byggnaden som kontorslokaler. 

## Om stationen

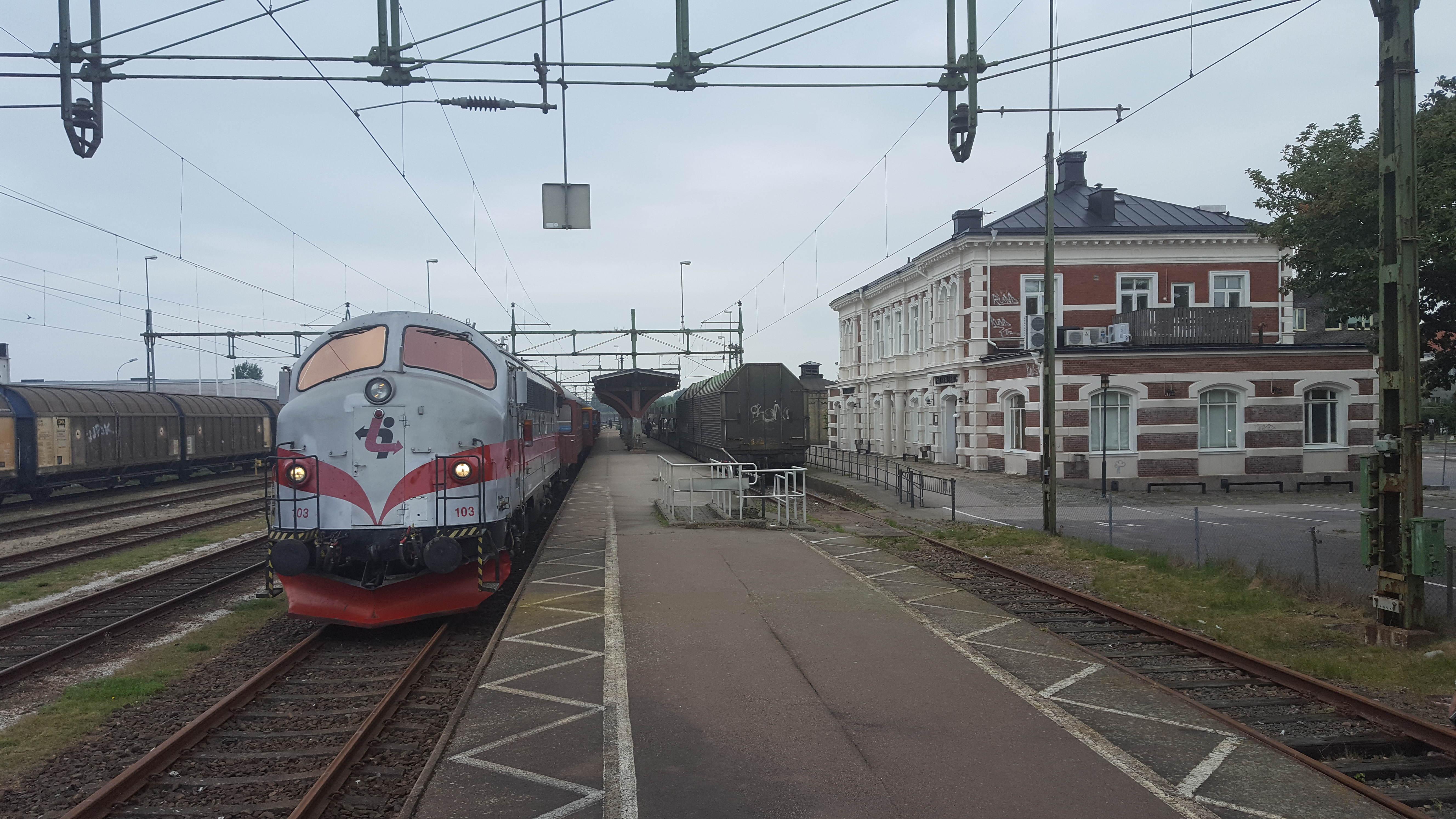
Ett turisttåg vid Falkenbergs gamla station år 2016.

Tio år efter öppnandet blev privatbanan förstatligad och en del av Västkustbanan. Stationen ligger ganska centralt, 500 meter väster om Stortorget i Falkenberg. Några chartertåg finns ändå per år som trafikerar den gamla stationen. Det finns godstrafik kvar till hamnen och industriområdet på Smedjeholm. Själva stationsbyggnaden, med adress Stationsgatan 18, inrymmer 2021 Nobinas kontor i Falkenberg på grund av närheten till bussterminalen tvärs över gatan. Tidigare var här ett företag som sysslar med antenner.
Från den 28 september 1894 till den 1 november 1959 var Falkenbergs station också slutstation för den smalspåriga Falkenbergs Järnväg, även kallad "Pyttebanan", som gick mellan Falkenberg och Limmared.

## Stationen och järnvägens framtid
Det finns idéer om att avveckla järnvägen mot att nyttja marken för bostäder. Vissa röster är för, och vissa röster anser att järnvägen borde behållas, för att t.ex kunna nyttja spåren för en Hallandspendel.